# Anisodon
L'anisodonte (gen. Anisodon) è un mammifero perissodattilo estinto, appartenente ai calicoteri. Visse nel Miocene medio - superiore (circa 15 - 11 milioni di anni fa) e i suoi resti fossili sono stati ritrovati in Europa.

## Descrizione
Come tutti i calicoteri, anche Anisodon possedeva un corpo dalla struttura bizzarra, data dal notevole allungamento delle zampe anteriori e dalla presenza di grandi artigli. Questo animale è noto per una quantità di resti fossili, alcuni dei quali completi, ma è stato raramente oggetto di studio. Uno degli studi più completi (Anquetin et al., 2007) ha determinato che Anisodon era distinto da altri generi simili come Chalicotherium, a causa principalmente del cranio notevolmente più corto e alto. Lo studio del 2007 ha messo in luce 16 caratteristiche (sinapomorfie) craniche e dentarie che permettono di distinguere Anisodon dagli altri calicoteri.

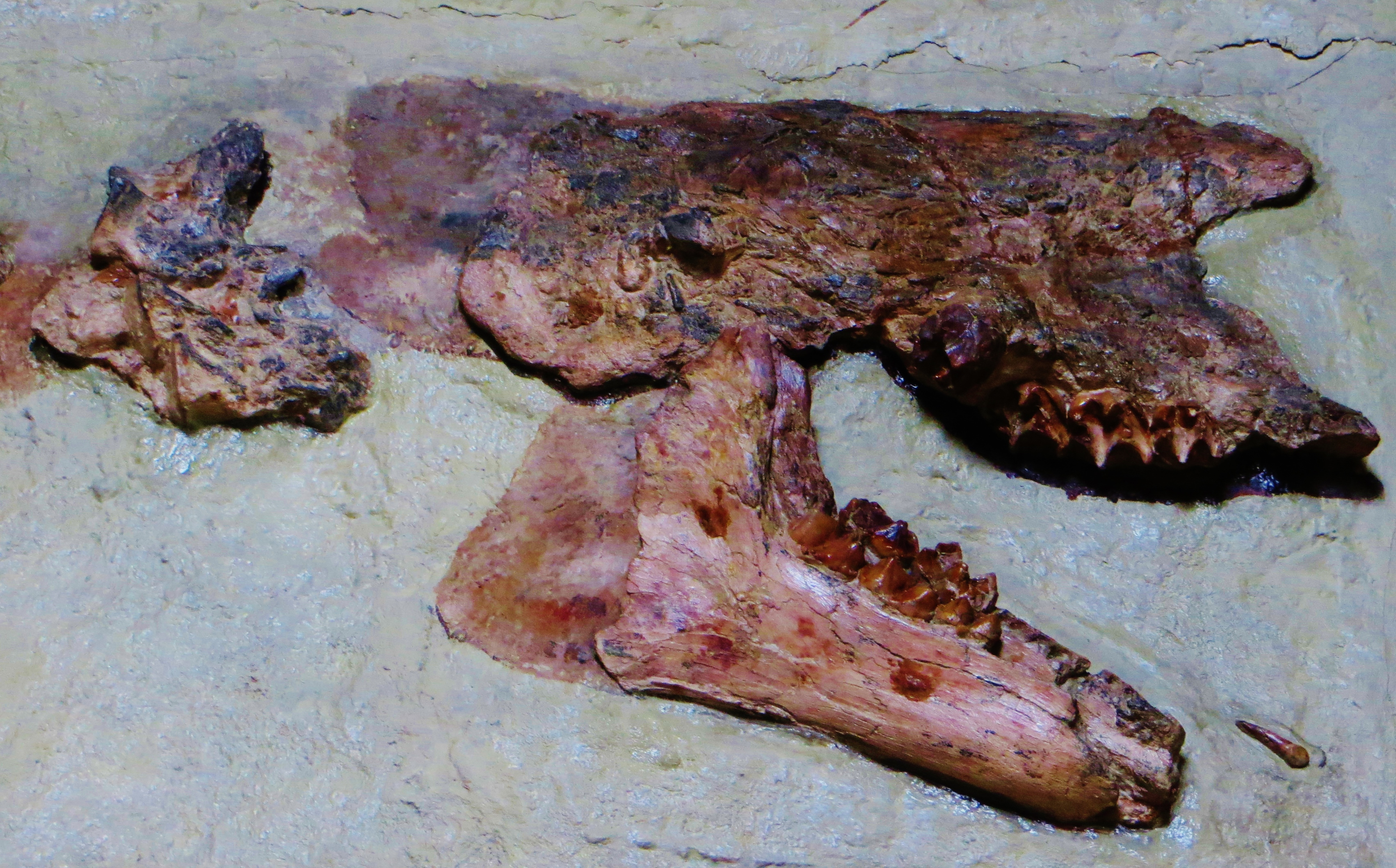
Cranio di Anisodon grande, precedentemente noto come Macrotherium sansaniense

## Classificazione
Come molti calicoteri scoperti nell'Ottocento, anche Anisodon soffre di una tassonomia confusa. I primi fossili attribuiti a questo animale vennero descritti come appartenenti a una nuova specie dell'artiodattilo Anoplotherium (A. grande), conosciuta principalmente per la dentatura (De Blainville, 1849). Due anni dopo venne coniato il nome generico Anisodon. Nel frattempo, numerosi resti postcranici di un misterioso animale proveniente da alcune località del Miocene francese venivano attribuiti a un mammifero degli Sdentati, a causa della presenza di grandi artigli. Solo nel 1890 venne scoperto un fossile pressoché completo nel giacimento di Sansan, comprendente cranio e scheletro associati, e si capì che i fossili precedenti appartenevano a un solo animale. Lo scheletro, noto per lungo tempo come Macrotherium sansaniense, fu poi attribuito al genere Chalicotherium e infine ad Anisodon.

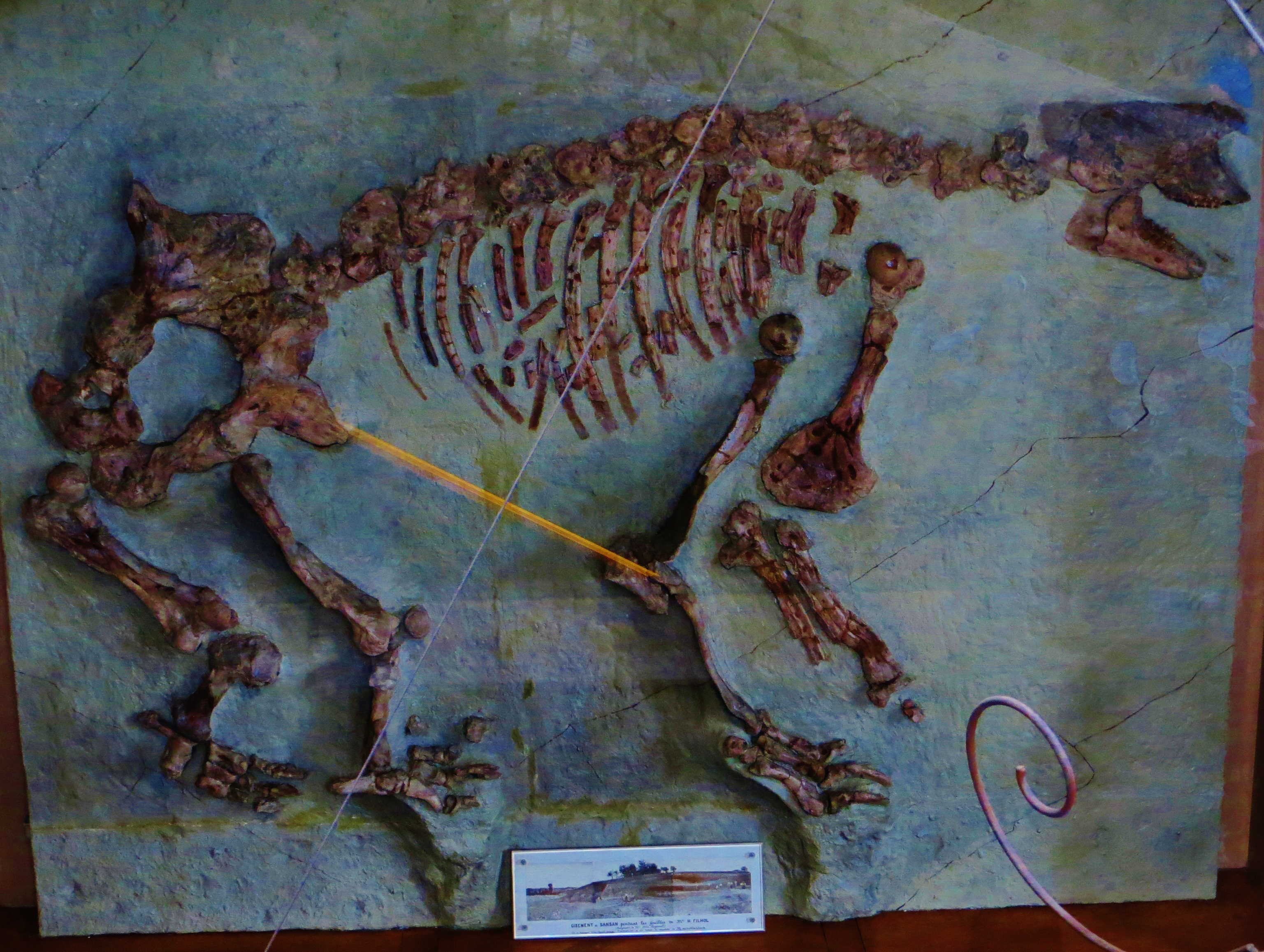
Scheletro di Anisodon grande, precedentemente noto come Macrotherium sansaniense

Anisodon è noto principalmente per due specie: la specie tipo A. grande, nota principalmente in giacimenti francesi, slovacchi e tedeschi, e A. macedonicum, del Miocene medio della Grecia. Altri fossili asiatici attribuiti in passato a questo genere (A. wuduense, A. sivalense) sono stati recentemente riattribuiti al genere Nestoritherium, differente da Anisodon per alcune caratteristiche della dentatura (Chen et al., 2012).

## Galleria d'immagini

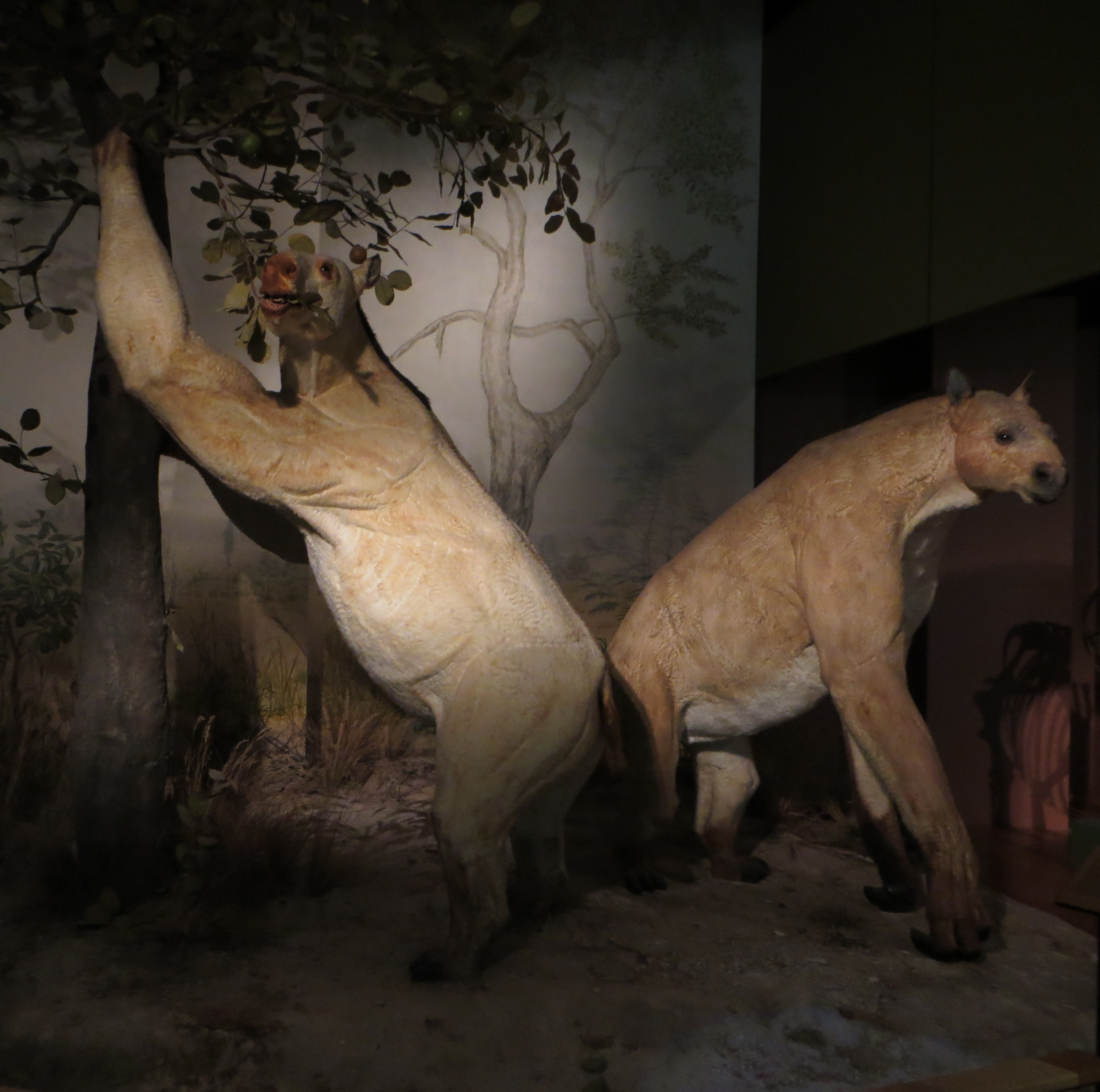
Modelli di Anisodon grande
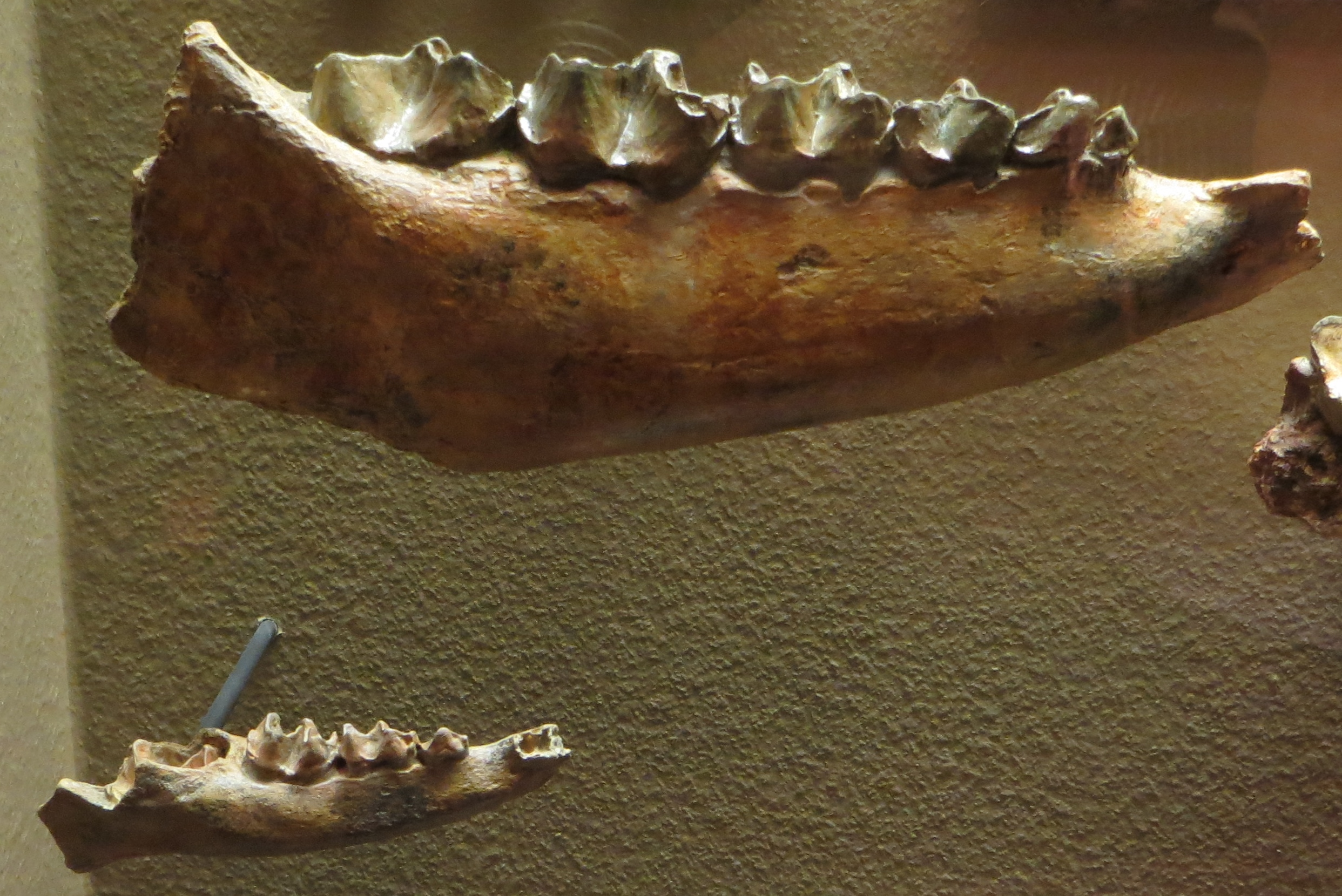
Mandibola di Anisodon grande
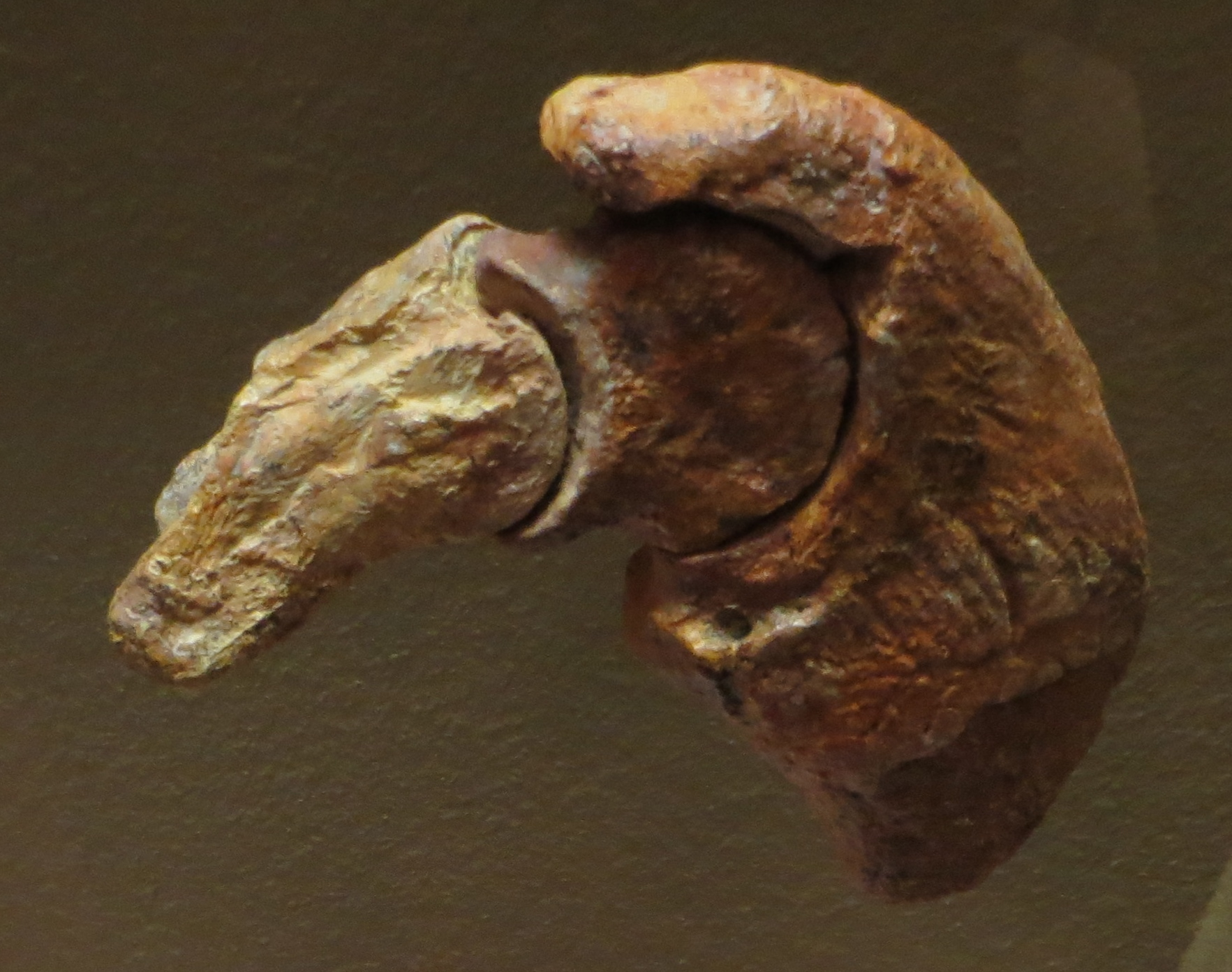
Artiglio di Anisodon grande
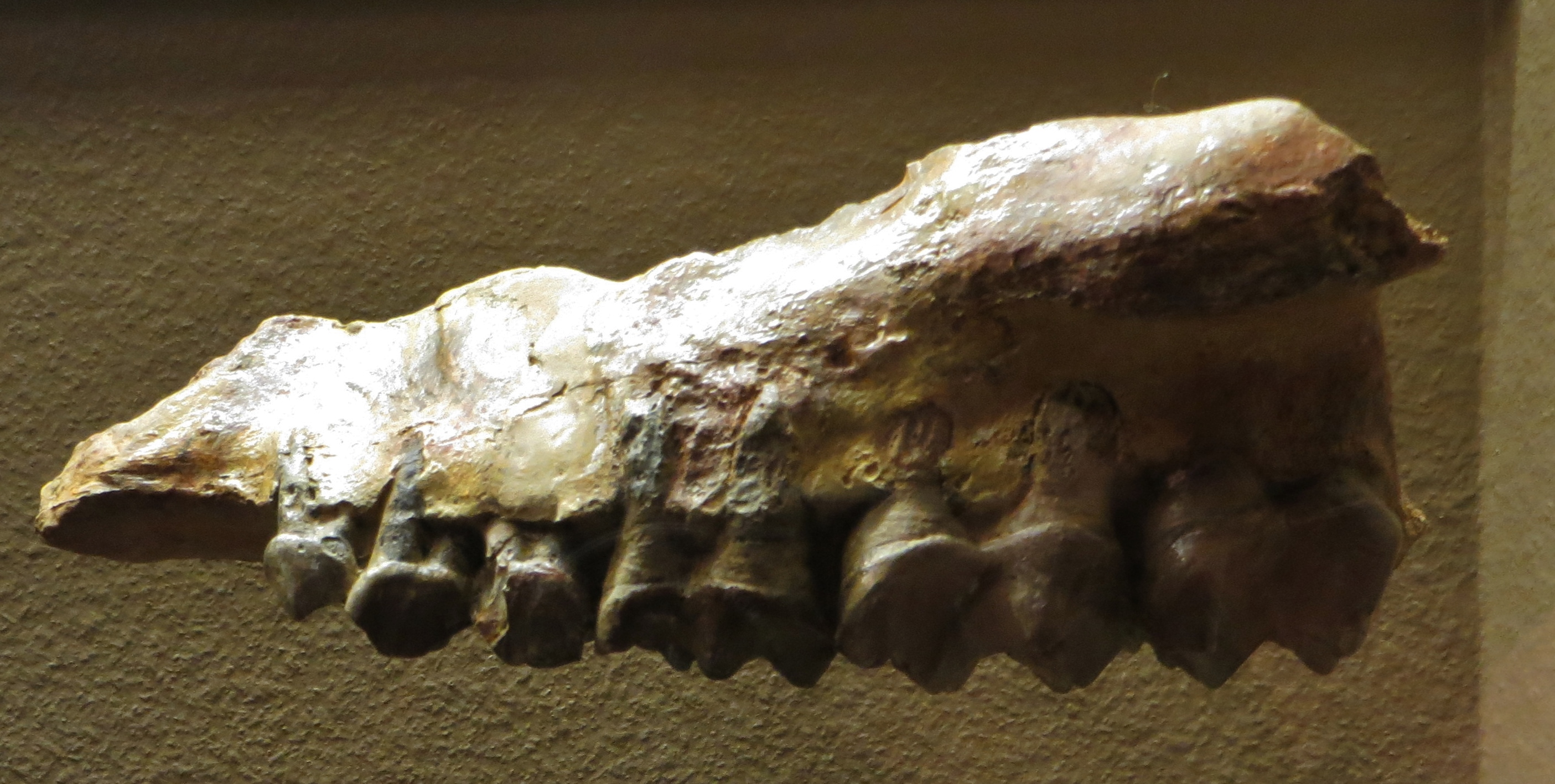
Mascella di Anisodon grande
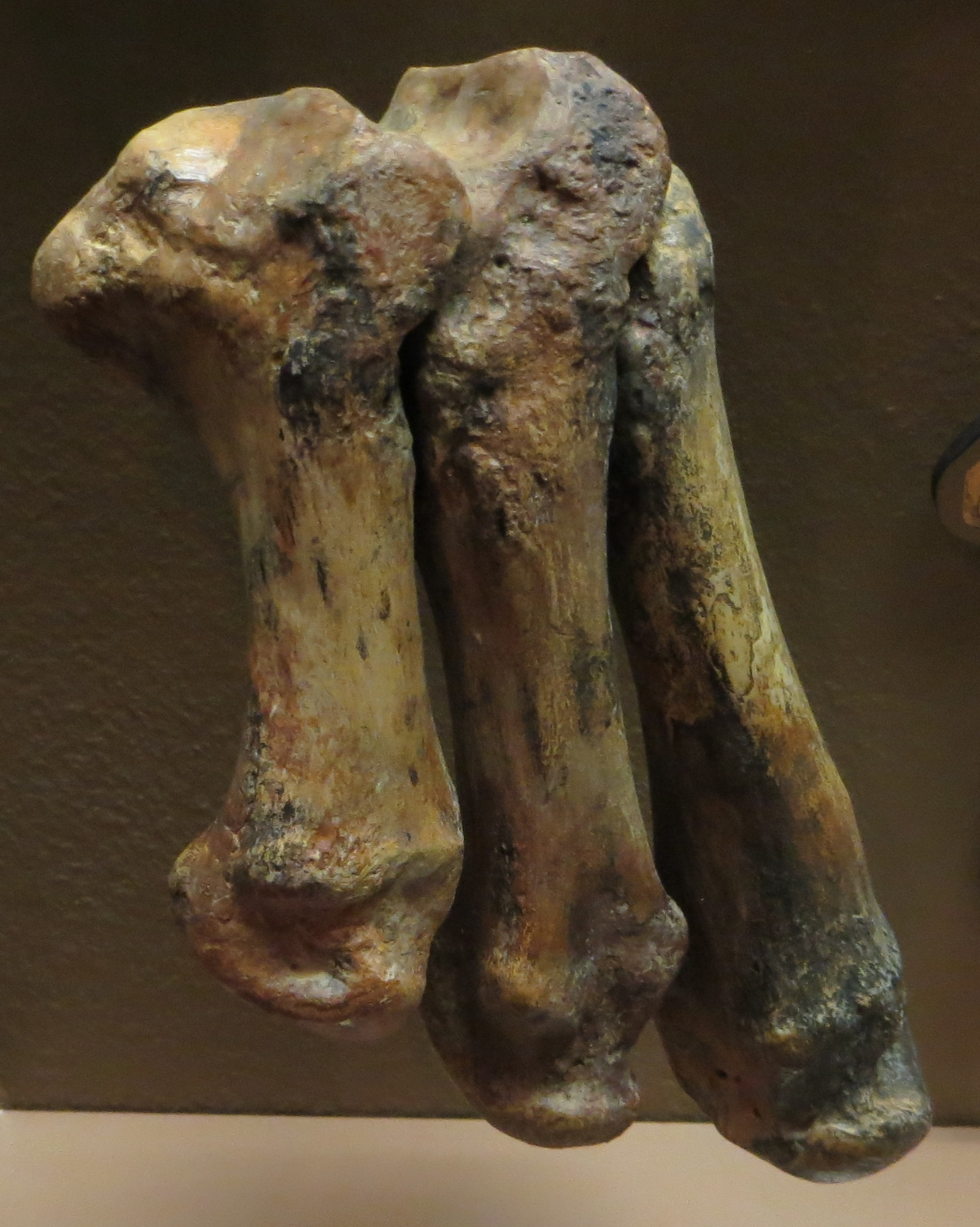
Metacarpo di Anisodon grande